# Pere Pujol i Ferrusola
Pere Pujol i Ferrusola (Barcelona, 1965) és un enginyer agrònom català, fill de Jordi Pujol i Marta Ferrusola. Fou gerent d'Entorn Enginyeria i Serveis, que rebé adjudicacions de la Generalitat de Catalunya per un import de més de 190.000 euros els anys 2000 i 2001. Carles Sumarroca, amic personal de Jordi Pujol, dirigí l'empresa. L'oposició del Parlament de Catalunya qüestionà la seva presència i la de la seva germana Marta en viatges oficials del seu pare a l'estranger durant la dècada de 1990. L'octubre del 2015 va ser imputat per un presumpte delicte de frau fiscal.